# Abylaijan Zhubanazar
Abylaijan Zhubanazar (en kazajo: Абылайхан Жұбаназар; 5 de febrero de 2000) es un deportista kazajo que compite en judo. En los Juegos Asiáticos de 2022 obtuvo una medalla de bronce en la categoría de –81 kg.

## Palmarés internacional
| Juegos Asiáticos | Juegos Asiáticos | Juegos Asiáticos  | Juegos Asiáticos |
| Año              | Lugar            | Medalla           | Categoría        |
| ---------------- | ---------------- | ----------------- | ---------------- |
| 2022             | Hangzhou (China) | Medalla de bronce | –81 kg           |